# J.A. Pripp
J.A. Pripp, fullständigt namn Johan Albrecht Pripp, född 26 december 1795 i Göteborg, död 8 mars 1865, var en svensk bryggare och företagsledare samt grundare av Pripps Bryggeri.
Pripp var först anställd vid Frosten Svananders bryggeri på Klädpressaregatan i Göteborg. År 1828 tog han  över Brembergska bryggeriet på Stampen, vilket var starten till det bryggeri som blev Pripps. 1833 valdes Pripp in i Bryggargillet, och 1840 hade Pripps blivit Göteborgs största bryggeri.
J A Pripps Gata i Högsbo i Göteborg är uppkallad efter honom.

## Familj
J.A. Pripp var äldsta barnet till Petter Jacob Pripp och Maria Margareta Svensson. Fadern inflyttade till Göteborg från Landskrona 1781 och vann burskap som handlande. Farfar var rådmannen och handelsmannen i Landskrona Albrecht Hansson Pripp (1702-1774) och farfars far var Hans Nilson Pripp (1643-1722), handlande i Helsingborg. Syskon var Carl Jacob (1797-1853), handlande i Lidköping, Christopher (1803-1823?) handelsbokhållare och Sophia Elisabeth (1799-1880), gift med biskop Gustaf Daniel Björck.
J.A. Pripp hade i sitt äktenskap med Henrietta Hagdahl tre söner och en dotter. Äldste sonen, Olof Hjalmar Pripp, ägnade sig åt militäryrket och tillhörde en lång följd av år Göta artilleriregementes officerskår. Han var född 1832, avancerade till kapten vid regementet 1864 och till major och divisionschef 1876 samt utnämndes, då han i början av 1880-talet tog avsked, till överstelöjtnant i armén. Andre sonen, Frosten Carl Pripp, valde faderns yrke, den tredje, Gustaf Pripp, slog först in på handelsbanan och vistades flera år i utlandet, deltog en tid i ledningen av Pripps Bryggeri och blev till sist godsägare. Dottern Hilda Marie Pripp blev gift med löjtnanten, sedermera kaptenen vid Göta artilleriregemente Philip Carl Julianus Söderhielm.
Stamfadern var Anders Nielson Prip, född omkring 1570 och kunglig majestäts byfogde i Landskrona. Släktskap med den danska adelssläkten Prip har inte kunnat påvisas.

## Kolonien
J.A. Pripp & Sons koloni låg på 1940-talet vid Tofta herrgård i Lycke församling i Bohuslän.